# Buddleja glomerata
Buddleja glomerata är en flenörtsväxtart som beskrevs av Hermann Wendland. Buddleja glomerata ingår i släktet buddlejor, och familjen flenörtsväxter. Inga underarter finns listade i Catalogue of Life.

## Bildgalleri

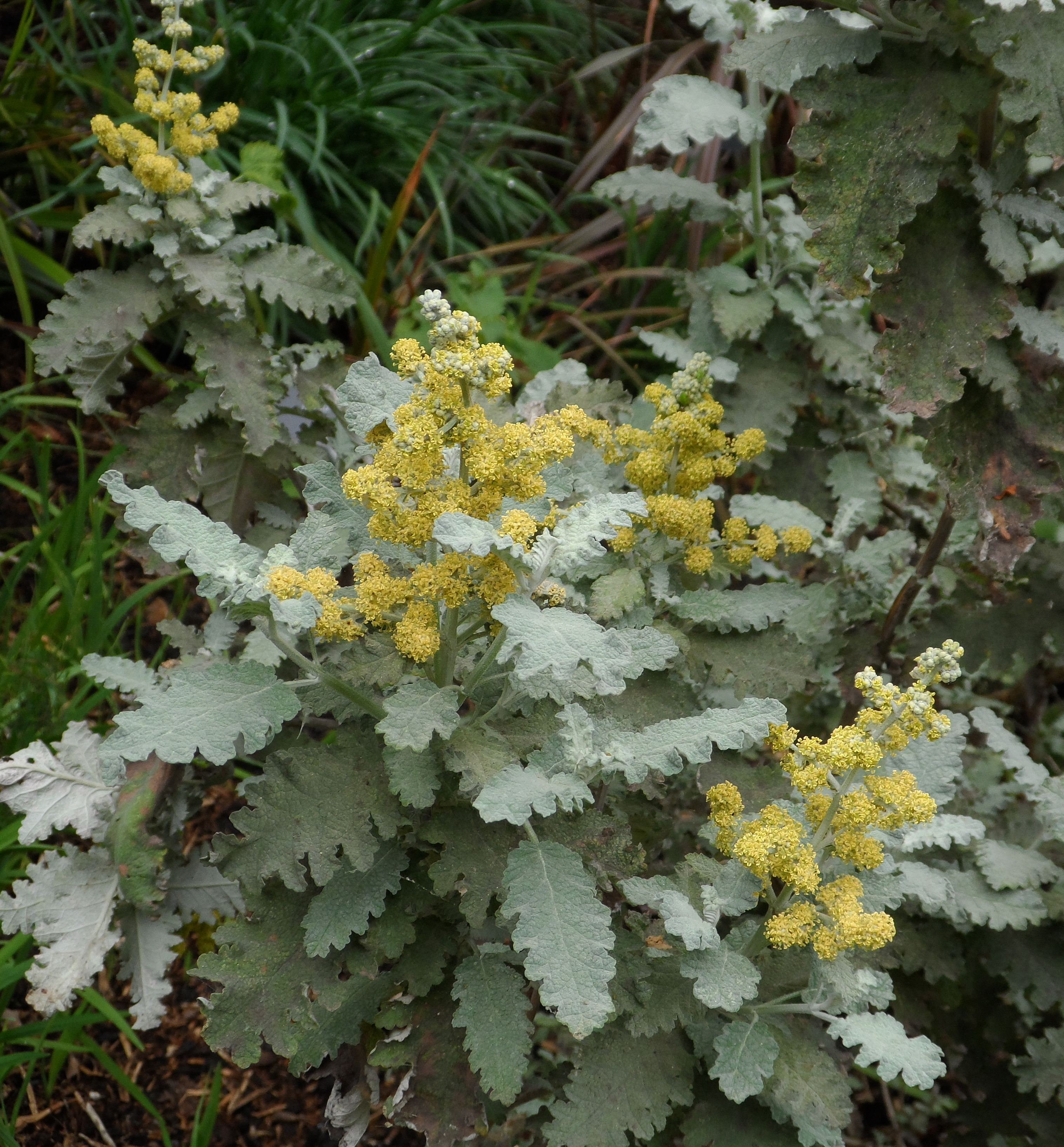